# Baki jezik
Baki jezik (ISO 639-3: bki; burumba, paki), austronezijski jezik uže skupine epi, kojim govorri oko 350 ljudi (Lynch and Crowley 2001) na zapadu otoka Epi u Vanuatuu. Zajedno s jezikom bierebo [bnk] čini podskupinu Baki-Bierebo.
Mnogi Bierebo-govornici govore ga kao drugi jezik.

## Vanjske poveznice
- Ethnologue (14th)
- Ethnologue (15th)